# عسلة برانسية
العسلة البرانسية (باللاتينية: Lonicera pyrenaica) نبات زينة متسلق ينتمي إلى جنس العسلة من الفصيلة الخمانية.

## البيئة والانتشار
موطنها جبال البرانس بين إسبانيا وفرنسا. سجل وجوده أيضًا في المغرب.

## الوصف النباتي
نبات معمر شجيري دائم الخضرة ومتسلق ارتفاعه من متر إلى متر ونصف المتر. الساق أسطوانية بنية لا تتقشر. الأوراق بيضية متقابلة.